# Bão Matthew (2016)
Bão Matthew là cơn bão di chuyển dọc theo bờ biển của Đông Nam Hoa Kỳ, trước đó nó đã ảnh hưởng đến Haiti, Jamaica, Cuba, Cộng hòa Dominica và Bahamas. Ít nhất 1.034 người thiệt mạng do bão gây ra, trong đó có 1000 ở Haiti, 1 ở Colombia, 4 ở Cộng hòa Dominica, 1 ở Saint Vincent và Grenadines và 28 ở Hoa Kỳ. Tổng thiệt hại do bão gây ra ước đạt khoảng 5 tỉ USD, đây cũng là cơn bão ở Đại Tây Dương đắt đỏ nhất kể từ cơn bão Sandy vào năm 2012.

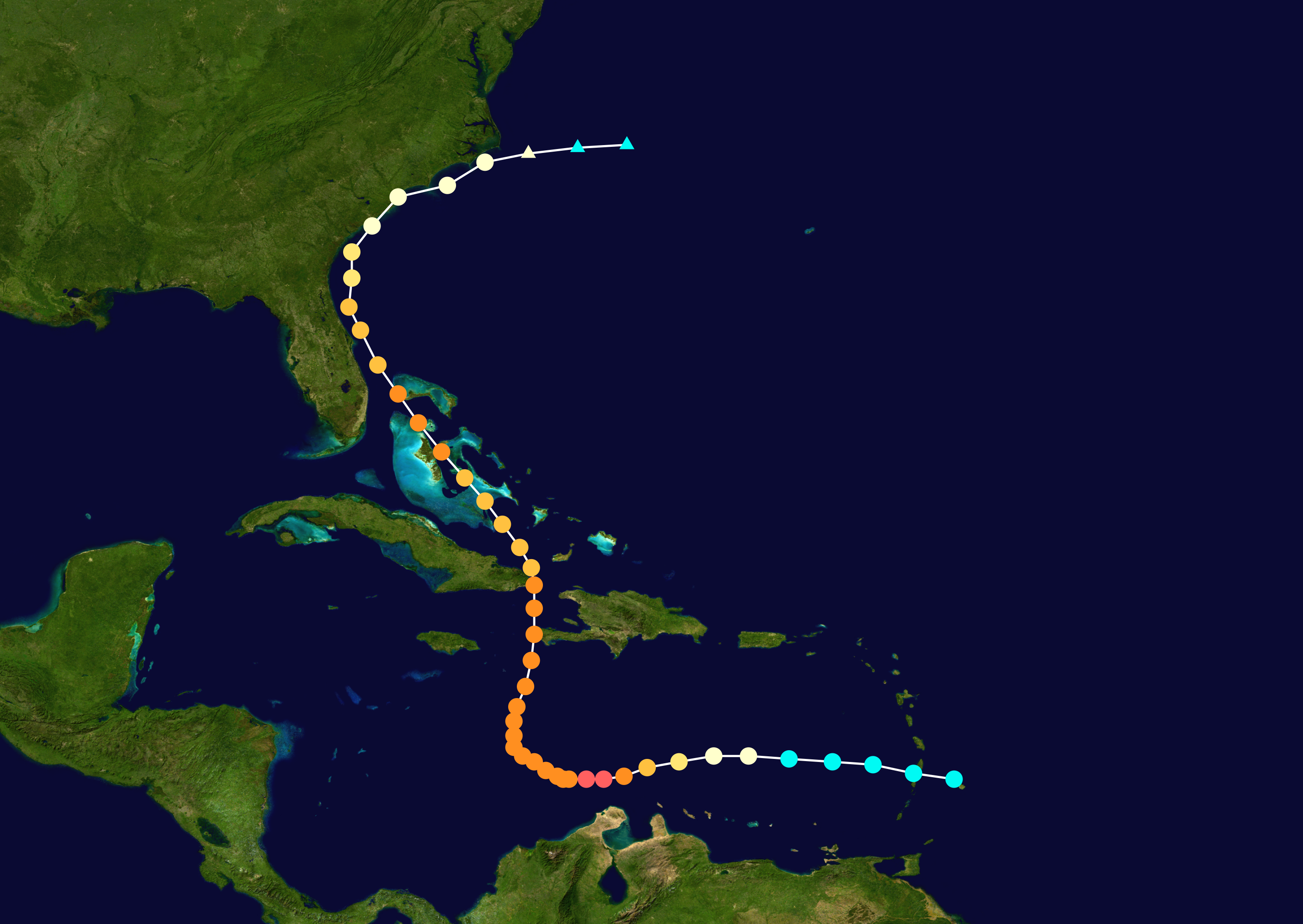
Đường đi cơn bão

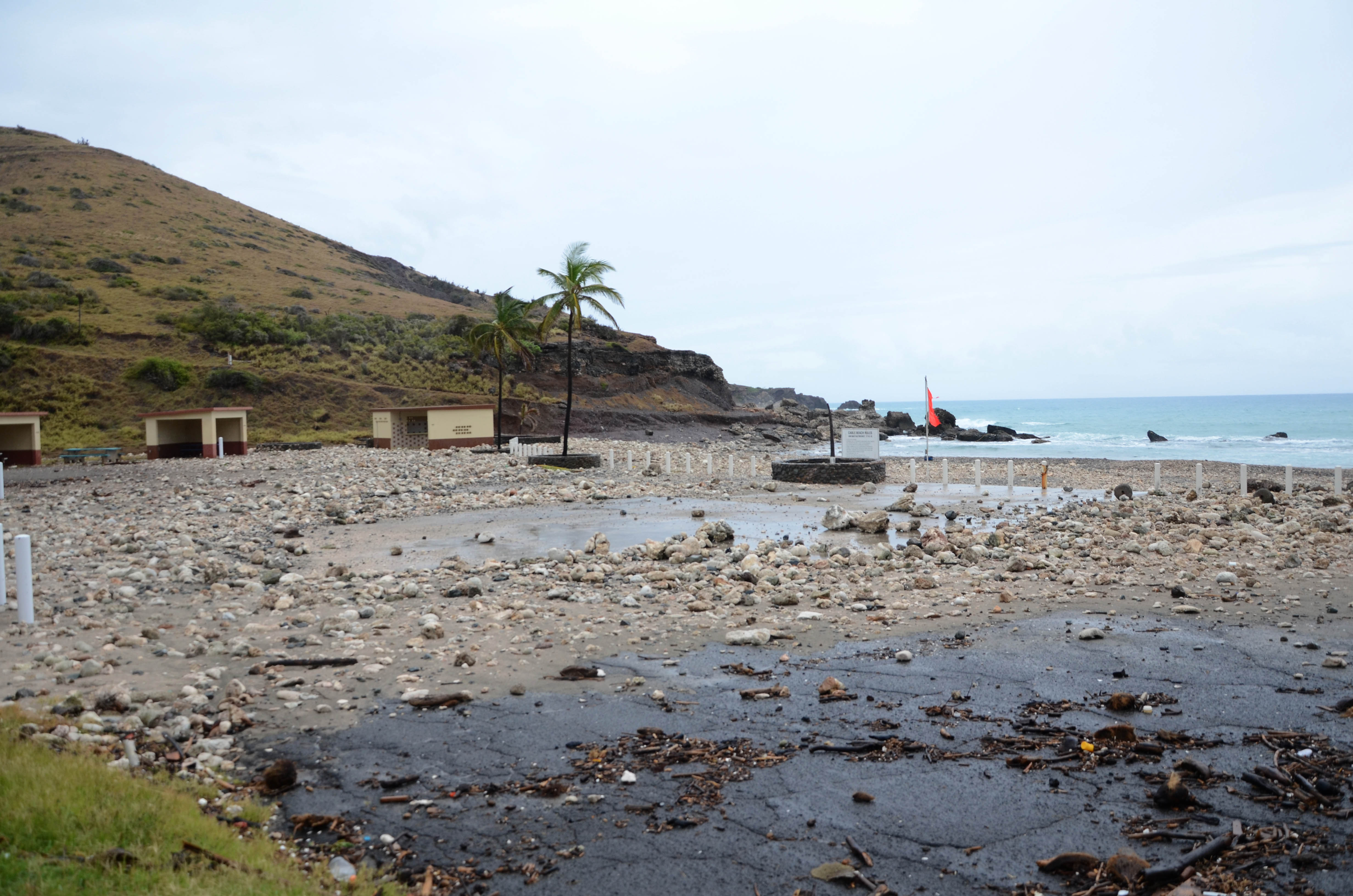
Bãi biển Tây Úc bị sói lở

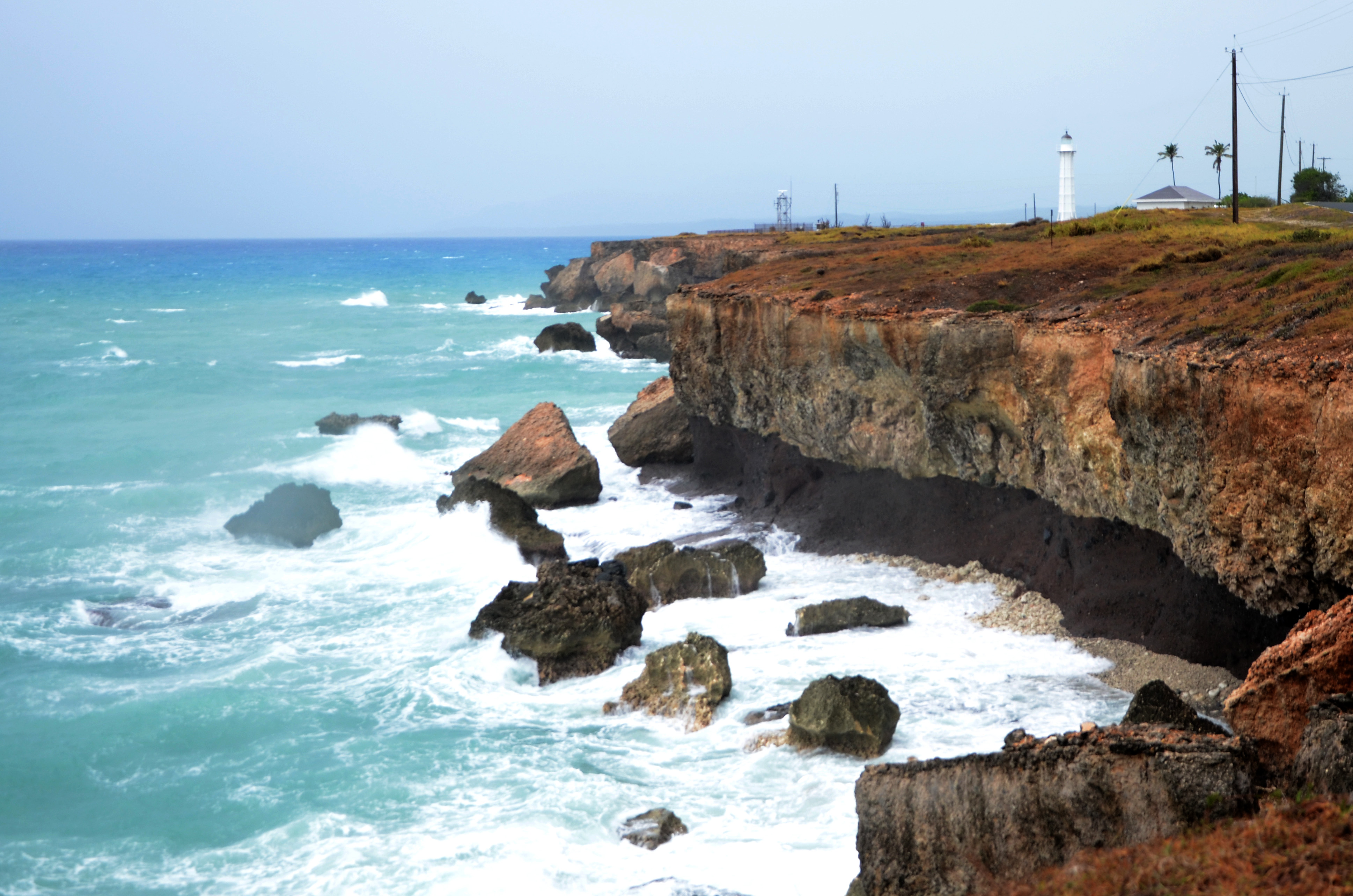
Xem xói mòn vách đá một ngày sau cơn bão Matthew nhấn Căn cứ Hải quân vịnh Guantánamo